# ロボゲイシャ
『ロボゲイシャ』（ROBO GEISHA）は、2009年の日本映画。
井口昇監督作品。主演はグラビアアイドルの木口亜矢で、PG12指定。

## ストーリー
芸者として働く冴えない少女・ヨシエは、その姉のキクエ（菊奴）に日々こき使われる毎日を過ごしていた。ある日2人はとある屋敷で、謎の組織「天軍（テングン）」と遭遇。襲いかかってきた天軍はヨシエを拉致し、殺人兵器として育てられてしまう・・・。

## キャスト
- 木口亜矢：春日ヨシエ
- 長谷部瞳：春日キクエ
- 斎藤工：影野ヒカル
- 志垣太郎：影野拳山
- 生田悦子：キヌ
- 松尾スズキ：豪徳寺鉄馬
- 竹中直人：金井老人
- デモ田中：八郎
- くまきりあさ美
- 中原翔子
- 亜紗美：天軍
- 泉カイ：天軍
- 村田唯：芸者ガール
- 早坂理恵：芸者ガール
- 加藤夢望：芸者ガール
- 長野尚以：芸者ガール

他

## スタッフ
- 監督・脚本：井口昇
- 特殊造形監督：西村喜廣
- VFX監督：鹿角剛司
- アクション監督：鈴村正樹
- 音楽：福田裕彦
- 製作：ティー・オーエンタテインメント、ポニーキャニオン、角川映画、ムービーゲート

## 主題歌
- ART-SCHOOL「LOST CONTROL」(アルバム『14SOULS』収録)

## DVD
- 2010年4月7日にポニーキャニオンから発売。追加映像を収録した「アンレイテッドヴァージョン」やメイキング映像、スピンオフ作品『GEISHA COP/恐怖 芸者軍団 地獄へおいでやす』を収録した2枚組DVDとなっている。